# Aspidifrontia cinerea
Aspidifrontia cinerea är en fjärilsart som beskrevs av Emilio Berio 1966. Aspidifrontia cinerea ingår i släktet Aspidifrontia och familjen nattflyn. Inga underarter finns listade i Catalogue of Life.